# Wald-Wicke
Die Wald-Wicke (Vicia sylvatica) ist eine Pflanzenart, die zur Unterfamilie Schmetterlingsblütler (Faboideae) innerhalb der Familie der Hülsenfrüchtler (Fabaceae oder Leguminosae), gehört. Sie ist in Eurasien weitverbreitet.

## Beschreibung

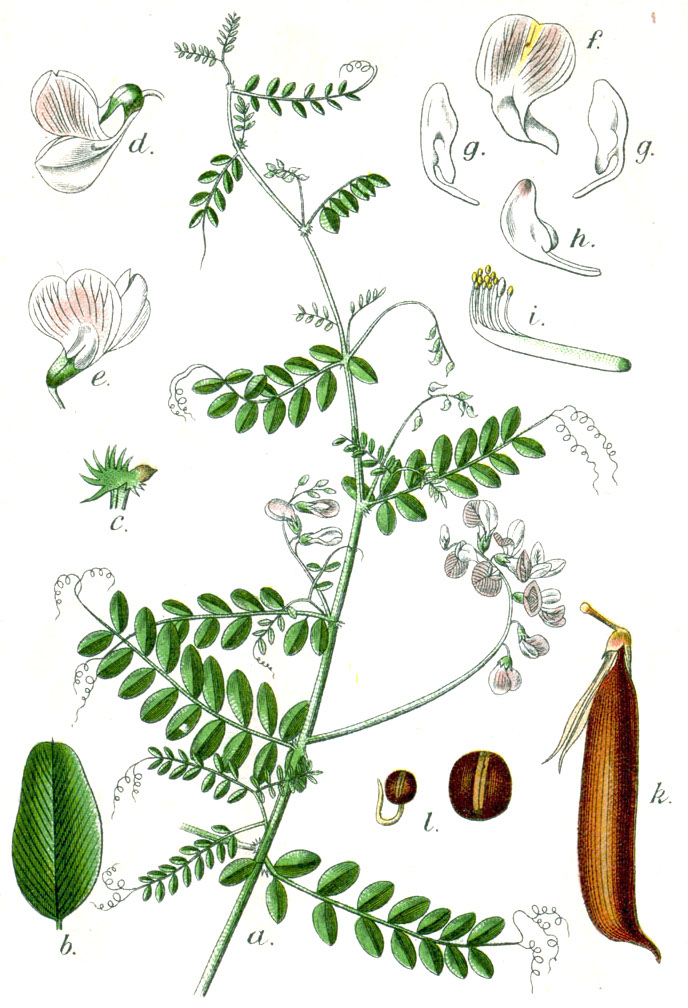
Illustration aus Sturm: Deutschlands Flora in Abbildungen, 1796.

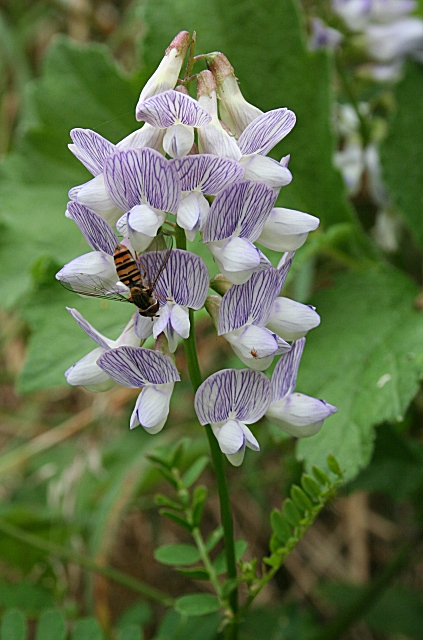
Traubiger Blütenstand

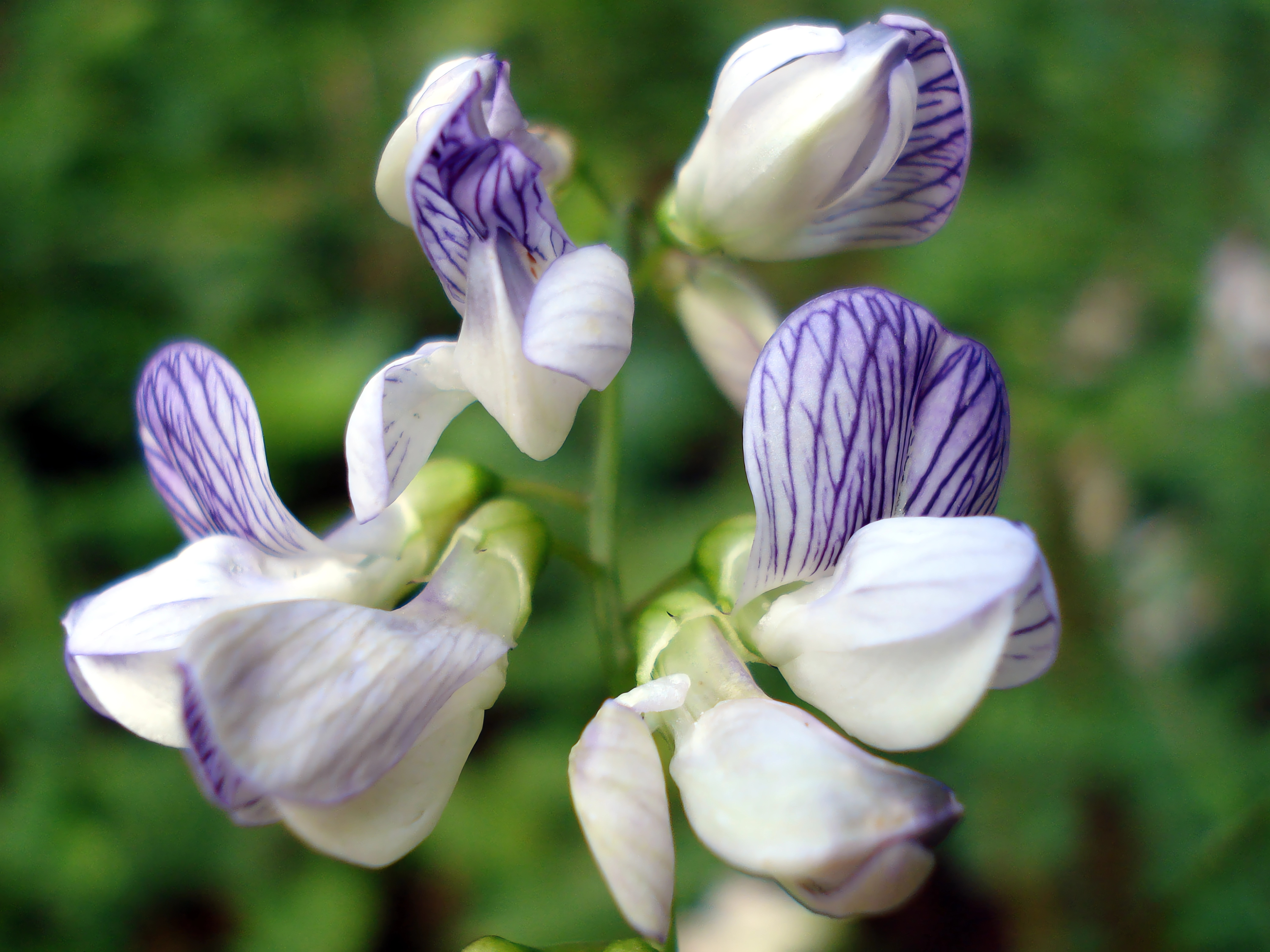
Zygomorphe Blüten

### Erscheinungsbild und Blatt
Die Wald-Wicke ist eine ausdauernde, krautige Pflanze. Sie besitzt lange unterirdische Ausläufer. Die vierkantigen, gefurchten, kahlen Stängel sind meist etwa 1 bis 2, selten bis zu 4 Meter lang schlaff und kletternd oder niederliegend.
Die wechselständigen Laubblätter sind paarig gefiedert mit meist sechs bis neun, selten fünf oder zehn Fiederblattpaaren. Die Laubblätter enden in einer Ranke. Die Nebenblätter sind halbnierenförmig bis mondsichelförmig, tief in sieben bis zehn lang begrannte Zipfel gespalten (nur die obersten oft ganzrandig).

### Blütenstand und Blüte
Die Blütezeit reicht von Juni bis September. meist 10 bis 15 (5 bis 20) nickende Blüten stehen in einseitswendigen traubigen Blütenständen (in sehr schattigen Standorten armblütig) zusammen.
Die zwittrigen Blüten sind zygomorph und fünfzählig mit doppelter Blütenhülle. Die Kronblätter sind weißlich mit blauviolett geaderter (selten ganz weiß oder lila) Fahne und meist violetter Schiffchenspitze.

### Chromosomenzahl
Die Chromosomenzahl beträgt 2n = 14.

## Ökologie
Die vegetative Vermehrung geschieht durch unterirdische Ausläufer.
Die Bestäubung erfolgt durch kräftigere Bienen.

## Vorkommen und Gefährdung
Die Wald-Wicke ist in Eurasien weitverbreitet. Sie kommt von Südfrankreich bis Sibirien vor. In Europa ist die Wald-Wicke in den Alpen vor allem in den Nordketten verbreitet, kommt aber auch in Südfrankreich bis zum Balkan, Nordeuropa. 
Die Wald-Wicke gedeiht in Höhenlagen zwischen etwa 600 bis 2300 Meter. In den Allgäuer Alpen steigt sie bis über 2000 Meter Meereshöhe auf. Im Kanton Wallis erreicht sie 2000 Meter, in Graubünden 2150 mter und in Tirol etwa 2200 Meter. Als Standort werden frische Wälder, Waldränder, Waldschläge, Hochstaudenfluren von der montanen bis subalpinen Höhenstufe bevorzugt. Sie ist in Mitteleuropa eine Charakterart des Vicietum-sylvaticae-dumetorum aus dem Verband Trifolion medii.
In Österreich ist die Wald-Wicke zerstreut anzutreffen (fehlt in Burgenland und Wien).
In Deutschland kommt die Wald-Wicke auf der Schwäbischen Alb sowie im Hegau verbreitet vor; mäßig häufig ist sie im südlichen Neckarbecken, in Franken, in Thüringen, im südwestlichen Sachsen-Anhalt, im südöstlichen Niedersachsen; zerstreut kommt sie in den Alpen sowie im südlichen Sachsen vor; nur sehr zerstreut in Mecklenburg-Vorpommern, nordöstlichen Brandenburg, östlichen Süderbergland sowie Teutoburger Wald; sehr selten im Odenwald sowie Spessart; Einzelfunde gibt es im Voralpenland sowie im Rheinland. In der Roten Liste Deutschlands gilt sie als nicht gefährdet, in den Bundesländern Baden-Württemberg, Bayern, Niedersachsen, Thüringen, Mecklenburg-Vorpommern, Sachsen-Anhalt sowie Sachsen wird sie als nicht gefährdet bewertet; in Brandenburg sowie in Hessen ist sie potentiell gefährdet; in Nordrhein-Westfalen gilt sie als gefährdet und in Schleswig-Holstein ist sie stark gefährdet.
In der Schweiz kommt sie in den Nordalpen, in Graubünden, im westlichen Wallis, im Nordjura, und selten im Mittelland sowie Tessin (Salève, Reculet) vor.
Die ökologischen Zeigerwerte nach Landolt et al. 2010 sind in der Schweiz: Feuchtezahl F = 3+w (feucht aber mäßig wechselnd), Lichtzahl L = 3 (halbschattig), Reaktionszahl R = 4 (neutral bis basisch), Temperaturzahl T = 2+ (unter-subalpin und ober-montan), Nährstoffzahl N = 3 (mäßig nährstoffarm bis mäßig nährstoffreich), Kontinentalitätszahl K = 4 (subkontinental).

## Systematik
Die Erstveröffentlichung von Vicia sylvatica erfolgte 1753 durch Carl von Linné in Species Plantarum, Band 2, S. 734.
Vicia sylvatica gehört zur Sektion Vicilla aus der Untergattung Vicilla in der Gattung Vicia.